# トテチータ・チキチータ
『トテチータ・チキチータ』は、2012年4月10日公開の日本映画。監督脚本は古勝敦。主演は豊原功補。詐欺めいたリフォーム会社に勤める男が、前世で両親だったと語る少年少女と出会うファンタジー。東日本大震災発生直後の福島県でロケを敢行した。

## 登場人物
- 木村一徳 - 豊原功補
- 一ノ瀬凛 - 寿理菜
- 大越健人 - 葉山奨之
- 小暮百合子 - 松原智恵子
- 凛の父 - 大鶴義丹
- 凛の母 - 石堂夏央
- 介護士森下 - 佐藤仁美
- 上司 - ひらがかんいち
- 中村エリカ - 荻原うらら
- 凛の担任 - 井村空美
- 看護師 - 森下くるみ
- 同僚教師 - 斉藤暁

## スタッフ
- 監督：古勝敦
- 脚本：古勝敦・北里宇一郎
- 音楽：棚谷祐一
- 撮影：高橋清
- 美術：石毛朗
- 照明：鈴木大地
- 録音：田代浩由紀
- 編集：渡会清美
- VFX&CG：Cryptomeria
- プロデューサー：古勝たつ子、古川雅裕、岡田裕
- ラインプロデューサー：萩元優彰
- 配給：アルゴ・ピクチャーズ
- 製作：映画「トテチータ・チキチータ」製作委員会